# S/2004 S 3
S/2004 S 3是环绕土星运行的一颗卫星，目前尚未正式命名。它的运行轨道刚好处于土星环外侧。在卡西尼-惠更斯号任务期间，于2004年6月21日由卡西尼图像组（Cassini Imaging Team）首先发现，并于2004年9月9日对外公布。
自此之后，这颗卫星再也没有被清晰地发现过，因此对于它的许多情况我们还不了解。通过它的亮度，如果它呈固态的话，直径大概约为3-5千米。它或许是土星的牧羊犬卫星中的一颗。